# 風屋ダム
風屋ダム（かぜやダム）は、奈良県吉野郡十津川村、一級河川・新宮川水系十津川（十津川村における熊野川の呼称）に建設されたダム。高さ101メートルの重力式コンクリートダムで、電源開発 (J-POWER) の発電用ダムである。同社の水力発電所・十津川第一発電所に送水し、最大7万5,000キロワットの電力を発生する。
本項では風屋ダムのほか、上流にあり取水口の役割を果たす奥里ダム（おくさとダム）および下流に位置し放流量を調整する二津野ダム（ふたつのダム）についても記載する。

## 歴史
電源開発は、1956年（昭和31年）までに西吉野第一発電所（3万3,000キロワット）および西吉野第二発電所（1万3,100キロワット）を完成させた。これは電源開発が十津川・紀の川総合開発事業に水力発電目的で参加したものであり、新宮川水系の本流・熊野川の上流部・十津川に建設する猿谷ダム（当時・建設省、現・国土交通省直轄ダム）に貯えた水を、西吉野第一・第二発電所を通じて紀の川水系に導く過程で合計最大4万6,100キロワットの電力を発生するというものであった。電源開発は、これを足がかりに開発の手を新宮川水系全体へと伸ばしてゆく。次なる開発地点は猿谷ダムの下流、芦廼瀬（あしのせ）発電所・椋呂（むくろ）発電所で、のちに十津川第一発電所・十津川第二発電所と呼ばれるものである。十津川へ上流から順に風屋ダム・二津野（ふたつの）ダムを建設し、それぞれ十津川第一発電所（7万5,000キロワット）・十津川第二発電所（5万8,000キロワット）に送水する。これにより、合計最大13万3,000キロワットの発電が可能となる。
豊富な水量が流れる熊野川は水力発電の適地として古くから開発が計画されてきたが、開発に必要な道路の敷設を阻む急峻な地形や、流域が奈良県・三重県・和歌山県という3県をまたぐ関係で水利権の取得や補償の手続きが困難で、さらに日本国指定名勝・天然記念物の瀞八丁を初めとする豊かな自然環境を保護しなければならない、といった課題を抱えており、長らく実現を見なかった。そんな中、戦後の電力不足を重く見た日本政府は、1952年（昭和27年）の第3回電源開発調整審議会（電調審）で熊野川の開発を電源開発にあたらせることとした。先にアメリカ合衆国海外技術調査団 (OCI) が実施した調査を踏まえ、予備調査を実施し、1954年（昭和29年）7月の第15回電調審で熊野川全体開発計画が決定。候補10地点のうち十津川第一・第二発電所を含む4発電所（他は尾鷲第一・第二発電所）が着工準備地点に指定された。その後、本格的な調査に入り、水利権・補償問題の解決をみて、1956年（昭和31年）12月の第21回電調審で着工が正式に決定した。
ダム本体工事に先だって、資材の運搬を円滑に行うべく着手したのが道路の改良である。奈良県五條市からダム建設地点を経て和歌山県新宮市まで国道168号が通っているが、これの大規模な改良が必要とされていた。とりわけ難所であった天辻峠には、長さ1.2キロメートルの新天辻トンネルを開削したほか、ダム建設により水没する道路の付け替えの必要もあって、道路改良箇所は数百にも上り、工期は約1年間を要した。
1958年（昭和33年）10月、風屋ダム本工事が着工。当地は台風の通り道である紀伊半島にあることを踏まえた上で、工事を順調に進める上での要所は、11月から年を越えて6月までの間を重点的に行うというものであった。実際、ダムコンクリート打設量が全体の3分の1に達した1959年（昭和34年）には伊勢湾台風が襲来。5,000立方メートル毎秒の洪水が建設中の風屋ダムを襲い、建設物資や道路が流失する被害を受けている。それでも工事は続行され、十津川第一発電所は1960年（昭和35年）10月1日に運転を開始した。
一方、下流の二津野ダムでは1959年7月に着工したが、度重なる洪水に悩まされていた上、十津川第二発電所に向けて開削工事中の導水路トンネル内で発破に用いる火薬が爆発する事故が発生し、23名の作業員が死亡する惨事も発生した。十津川第二発電所が運転を開始したのは、1962年（昭和37年）1月のことであった。

## 周辺
奈良県五條市中心市街地から国道168号を南下し、天辻峠を越えると国土交通省直轄の猿谷ダムがある。これを過ぎ、さらに南下すると風屋ダムに至る。左岸は公園として整備されており、慰霊碑が建立されている。天端は開放され、右岸にあるダム管理所まで橋渡しをしている。斜面には「十津川第一発電所工事概要」と題した碑文が刻まれており、事業の概要について知ることができる。風屋ダムのすぐ下流には国道168号・風屋大橋が架かり、橋の上から風屋ダムの全景を望むことができる。風屋ダムの放流設備はローラーゲート4門、ハウエルバンガーバルブ1門で構成されている。
風屋ダムの東には、奥里（おくさと）ダムがある。高さ20.5メートルのアーチ式コンクリートダムで、電源開発の発電用ダムである。風屋ダムの直下で十津川に合流する支流・滝川の上流において、風屋ダムと時を同じくして建設された。滝川の水は奥里ダムで取り入れて風屋ダムに送水し、発電に利用している。
風屋ダムを過ぎると、国道168号は銀色をした太い水路橋の下をくぐる。これは風屋ダムから十津川第一発電所に向けて水を送るための施設で、野尻水路橋という。長さ217メートル、直径4.2メートルのパイプビーム型式水路橋で、一部を補強のためランガー橋としている。橋の下には幕末の十津川郷士・中井庄五郎の生誕地碑がある。
国道168号を南下すると、途中で国道425号が東の下北山村方面に向かって分岐しており、こちらの道を進むと間もなく十津川第一発電所である。建物は十津川の支流・芦廼瀬川に面しており、この芦廼瀬川からも上流に建設した施設で水を取り入れ、風屋ダムからの水と合わせて発電所まで導いている。発電に使用した水は放水路トンネルで十津川に放流されている。
十津川第一発電所の下流には二津野ダムがある。高さ76メートルのアーチ式コンクリートダムで、電源開発の発電用ダムである。貯えた水は下流の和歌山県新宮市にある十津川第二発電所に送水される。二津野ダムおよび十津川第二発電所の目的は十津川第一発電所の逆調整である。発電力の調節と共に変動する十津川第一発電所からの放流水を一時的に貯え、十津川第二発電所を介して一定量を放流することで、下流への影響を抑えるものである。9,600立方メートル毎秒にも上る膨大な量の洪水を想定し、これを放流するため天端に7門の洪水吐ゲートが配置されている。天端は開放されており、左岸には慰霊碑が建立されている。

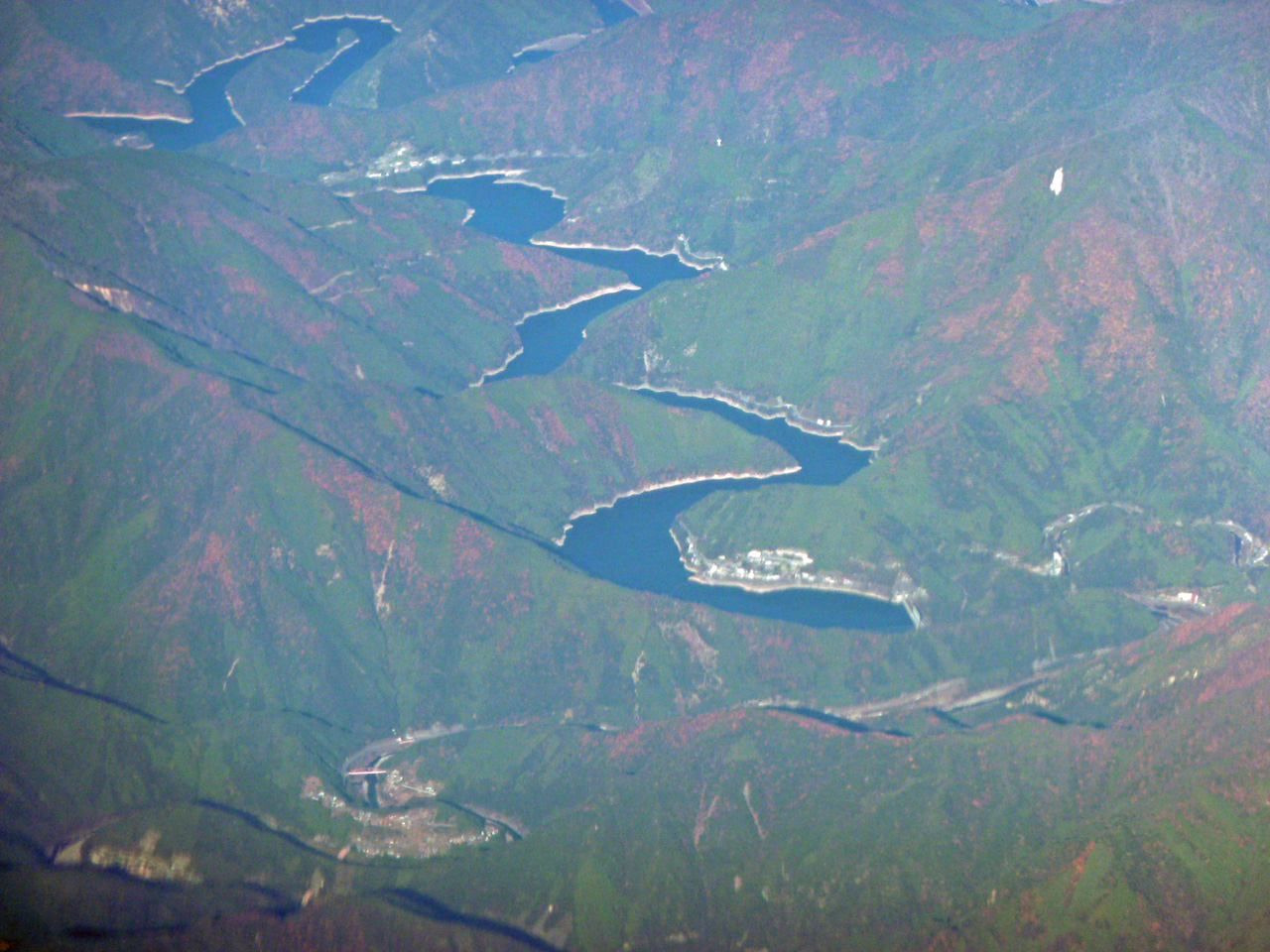
風屋ダム空撮
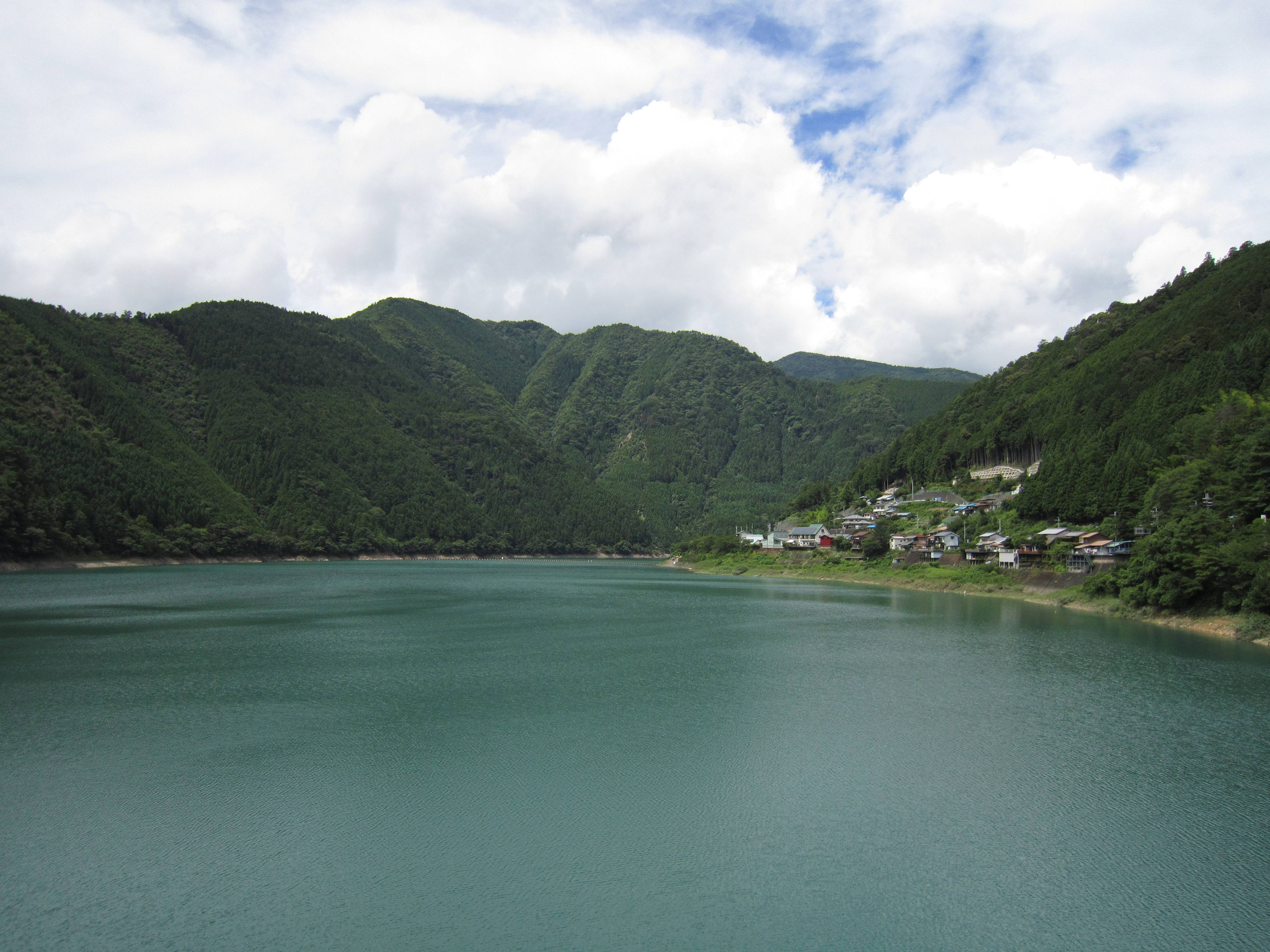
風屋ダム湖
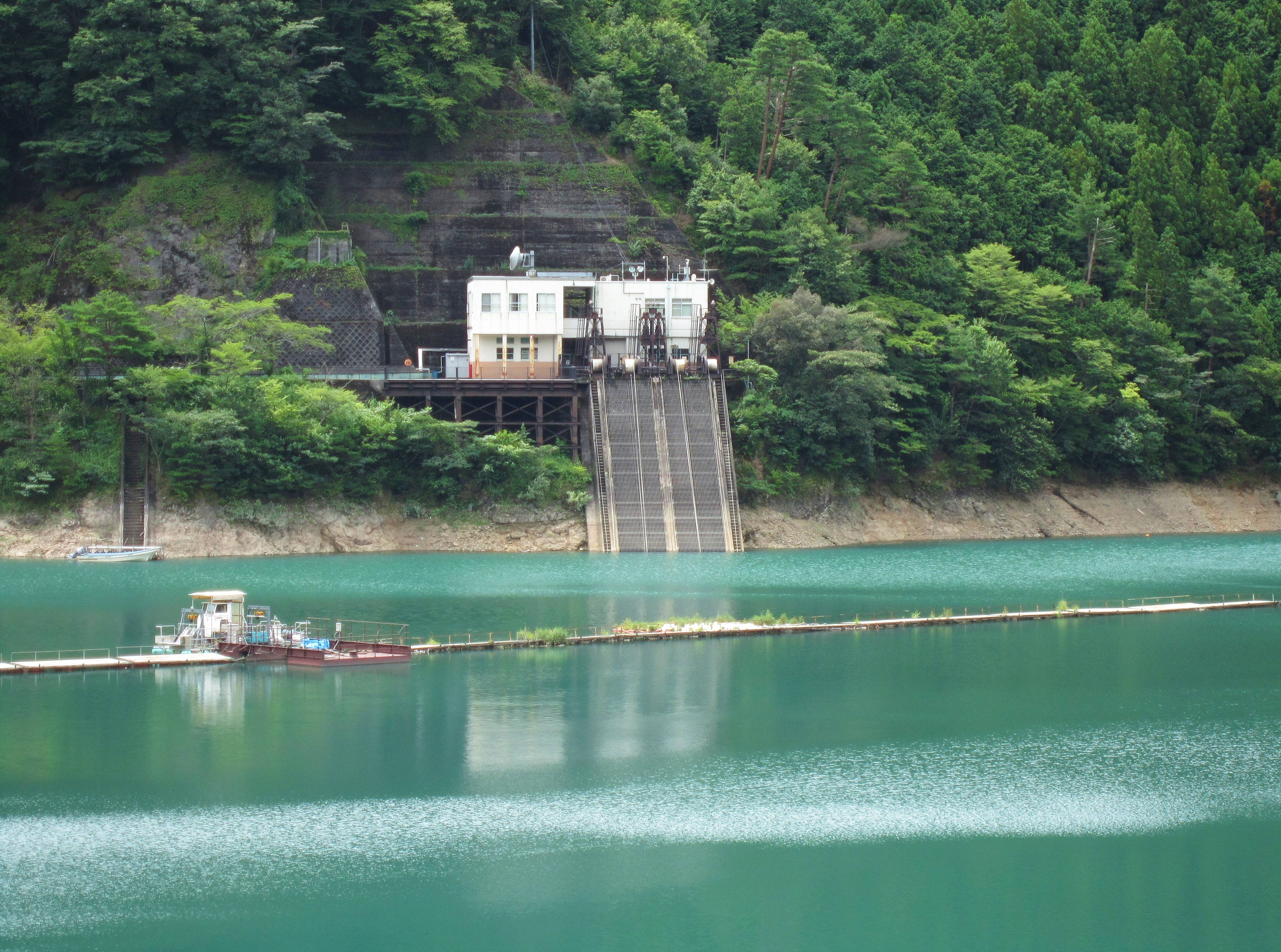
風屋ダムの取水口
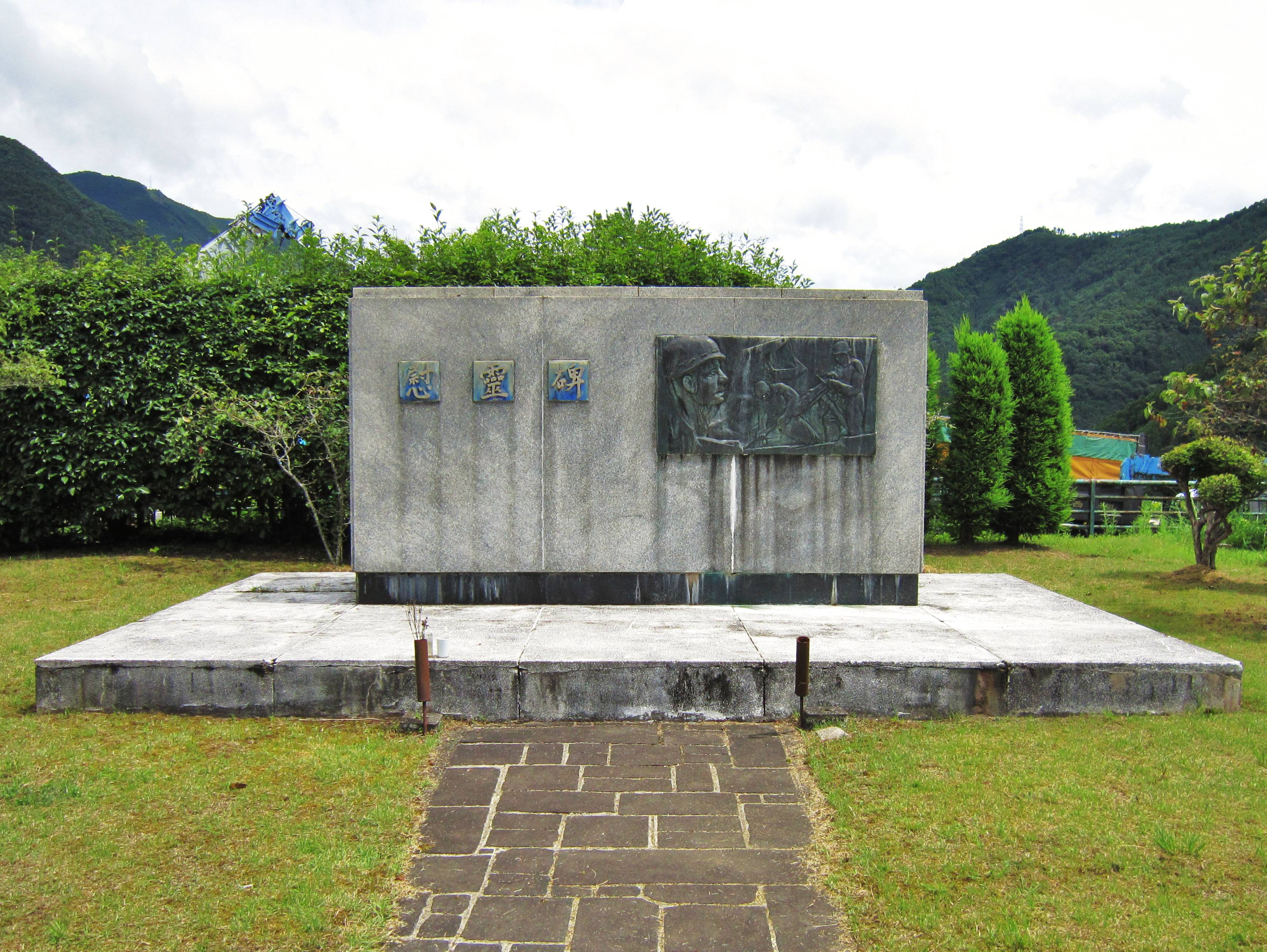
風屋ダムの慰霊碑
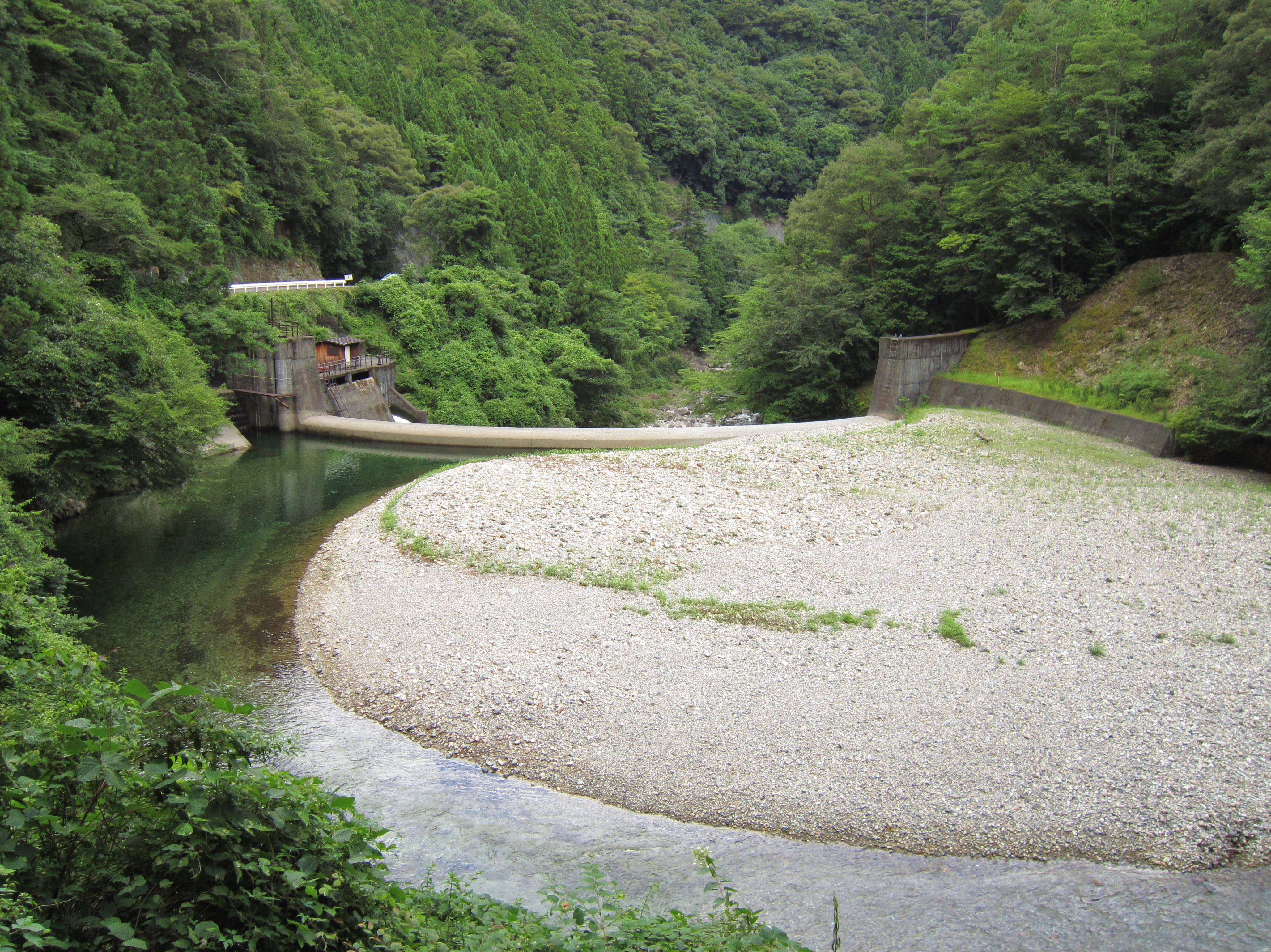
奥里ダム湖
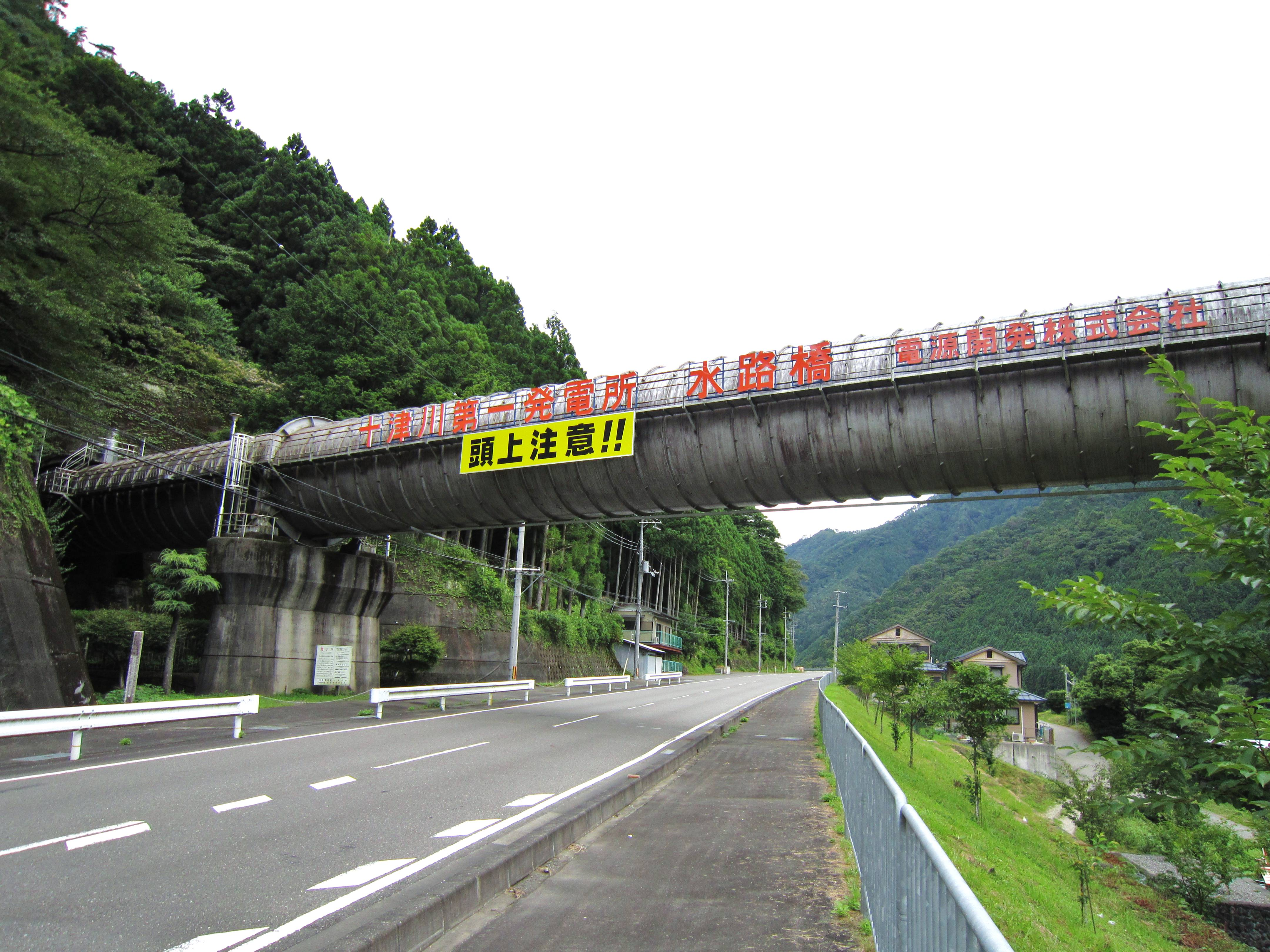
国道168号をまたぐ野尻水路橋
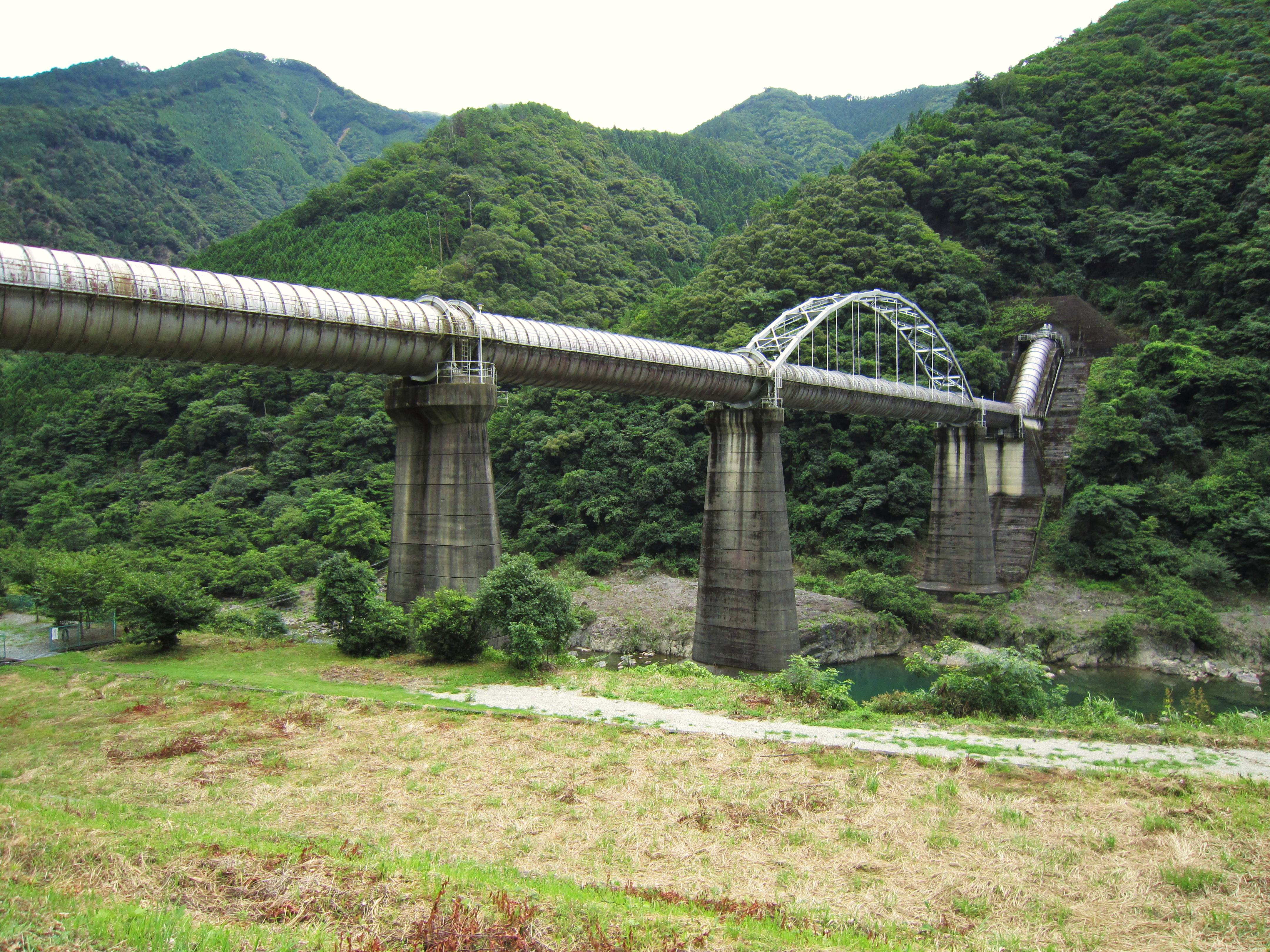
十津川をまたぐ野尻水路橋
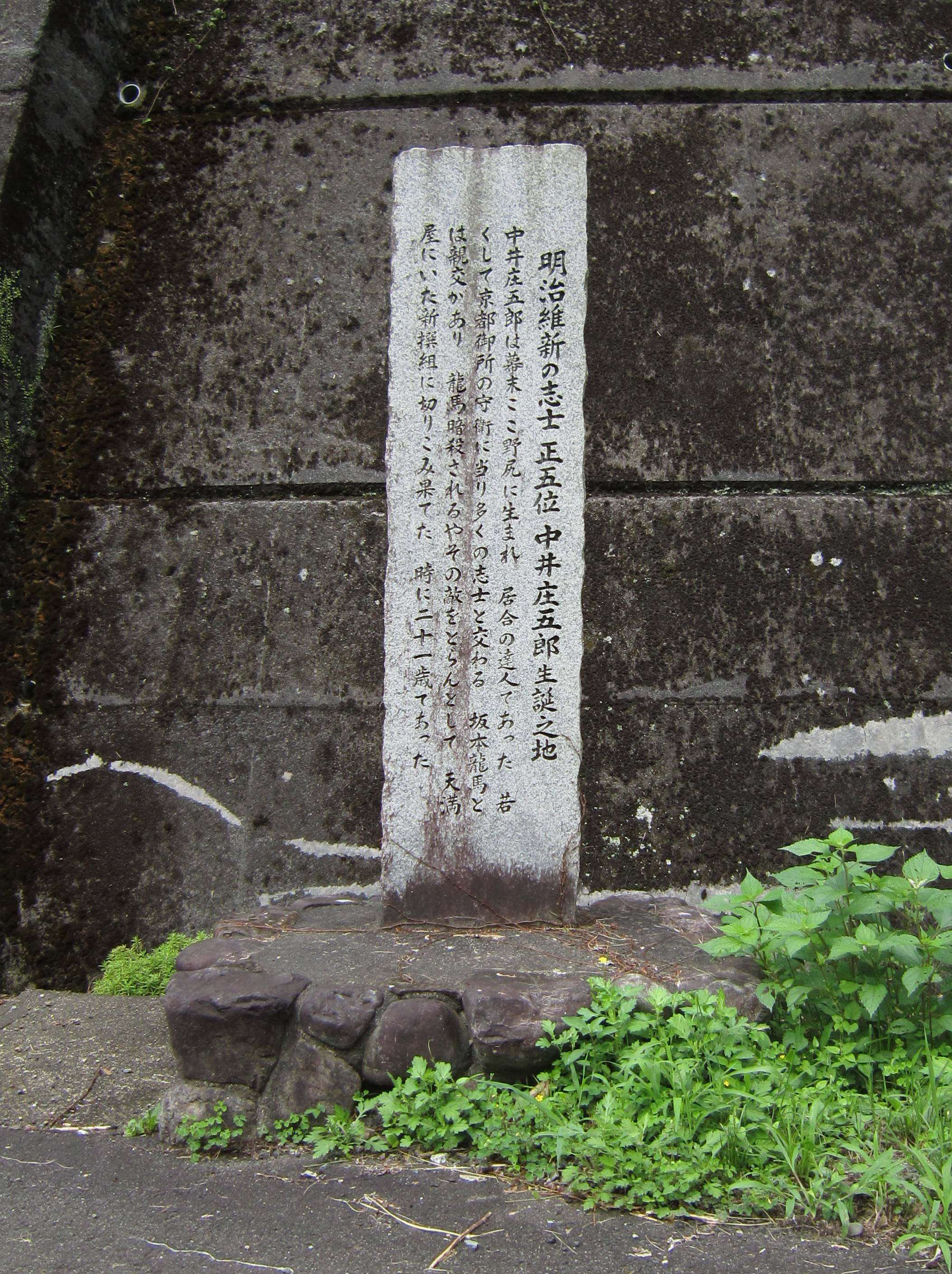
野尻水路橋下にある中井庄五郎の生誕地碑
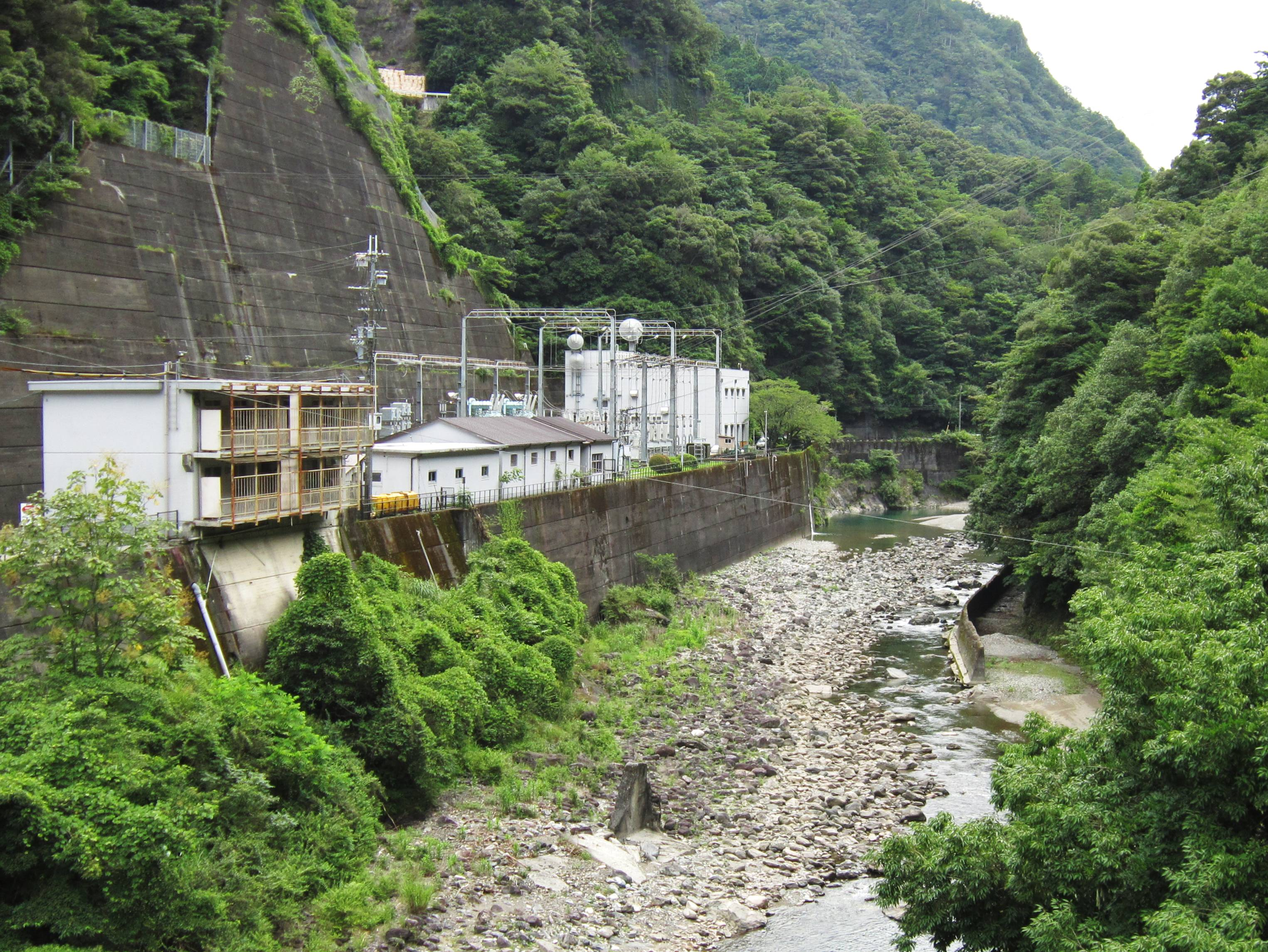
芦廼瀬川に面した十津川第一発電所
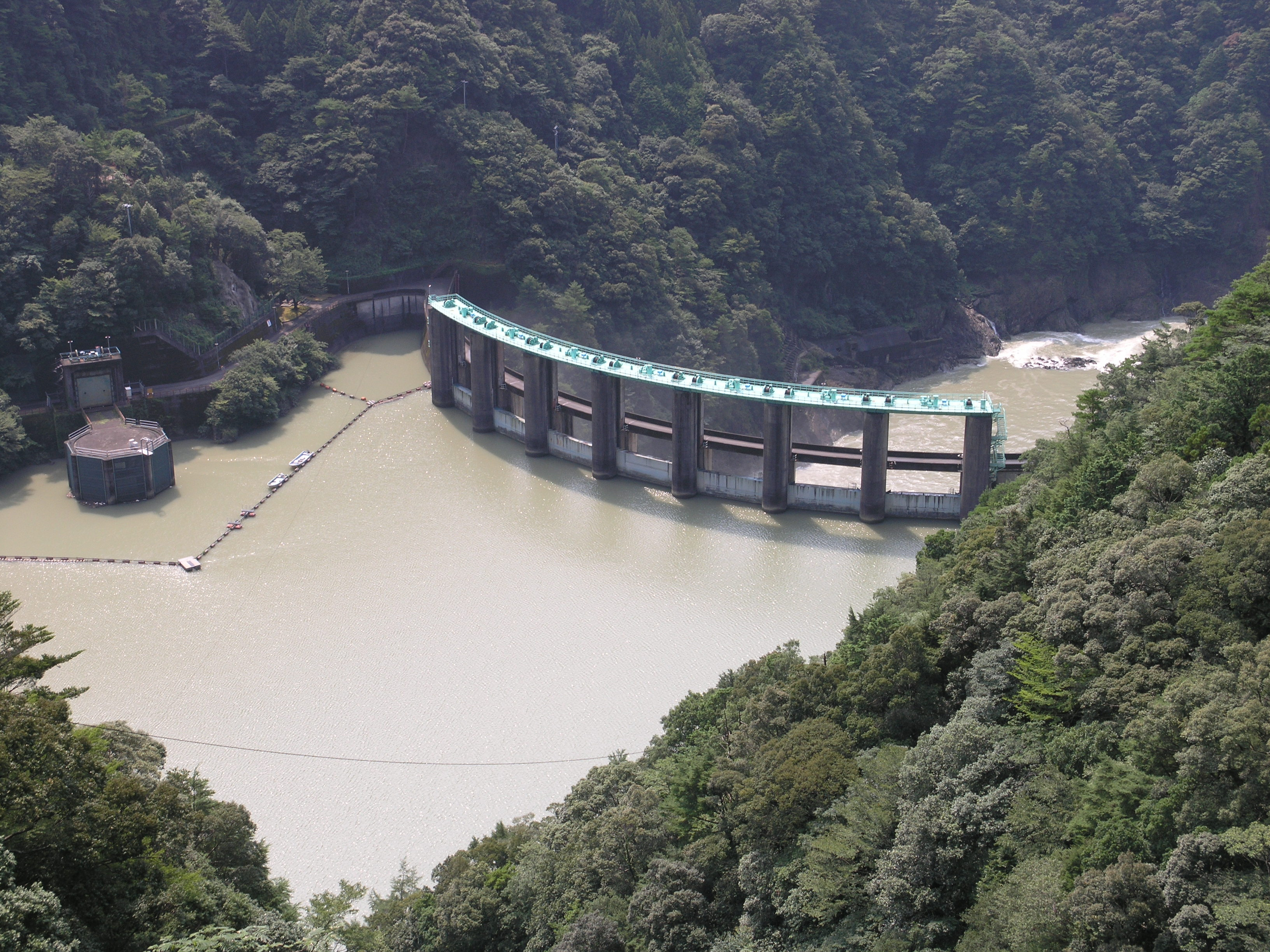
二津野ダムを見下ろす
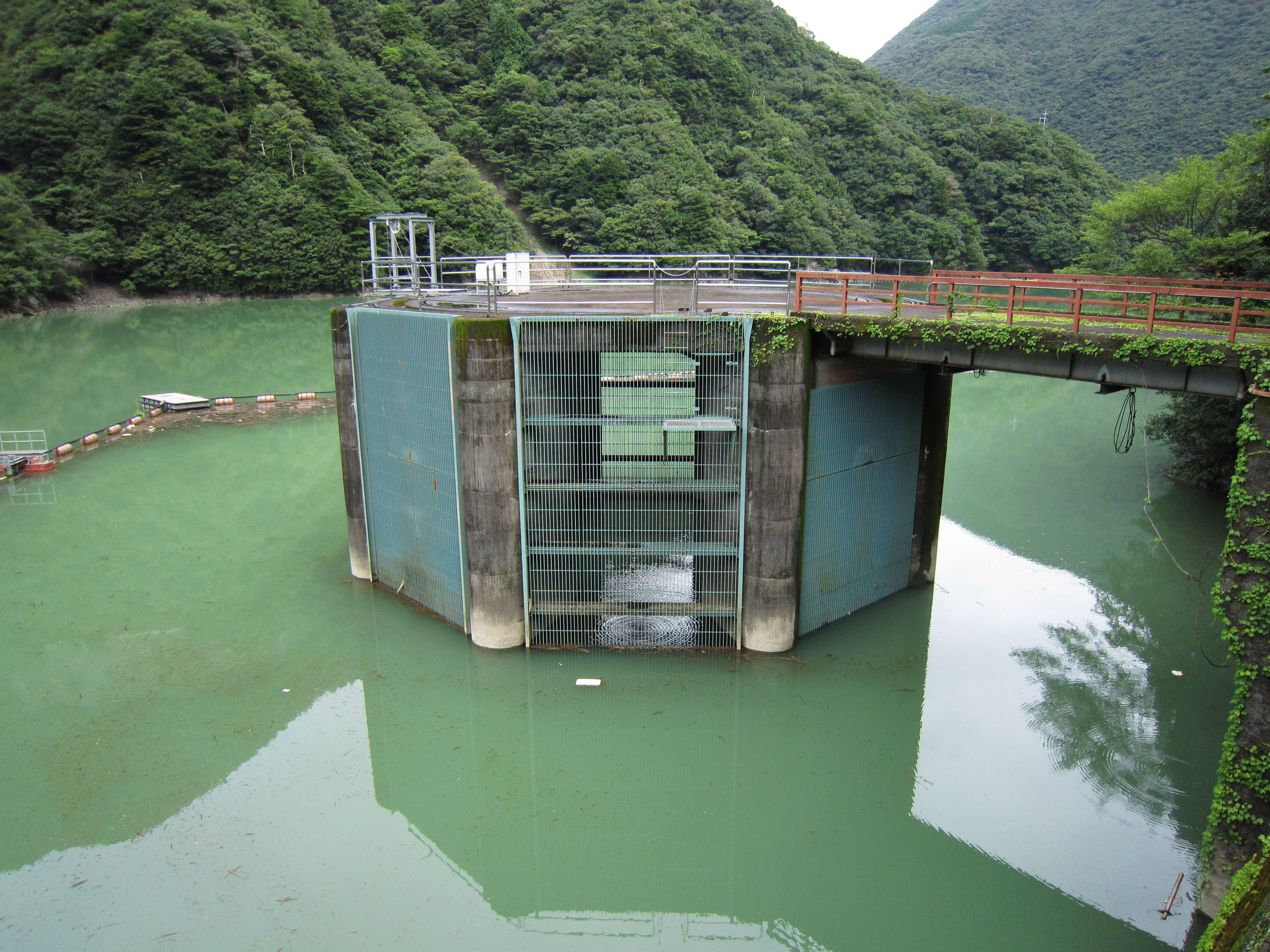
二津野ダムの取水口
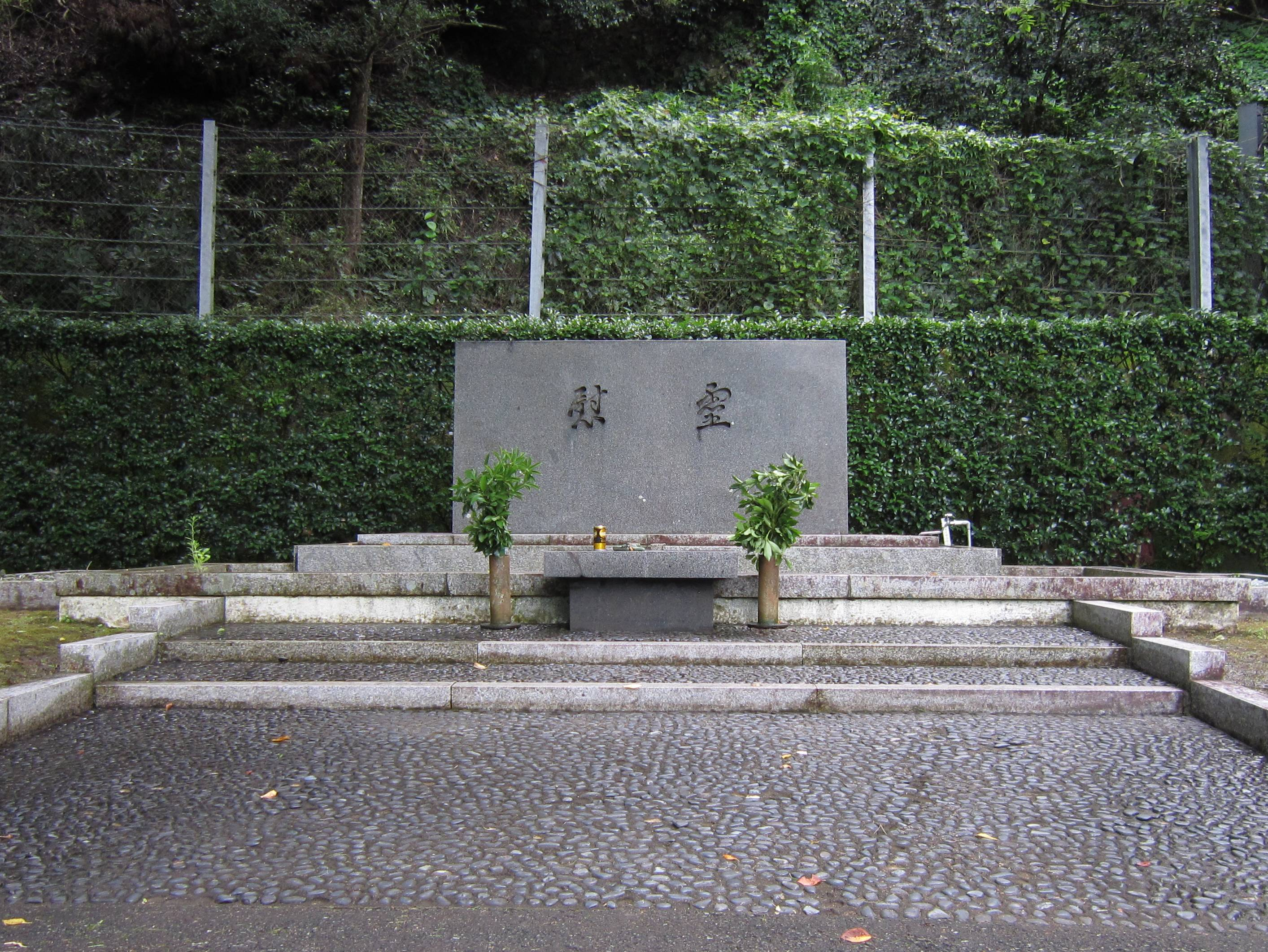
二津野ダムの慰霊碑
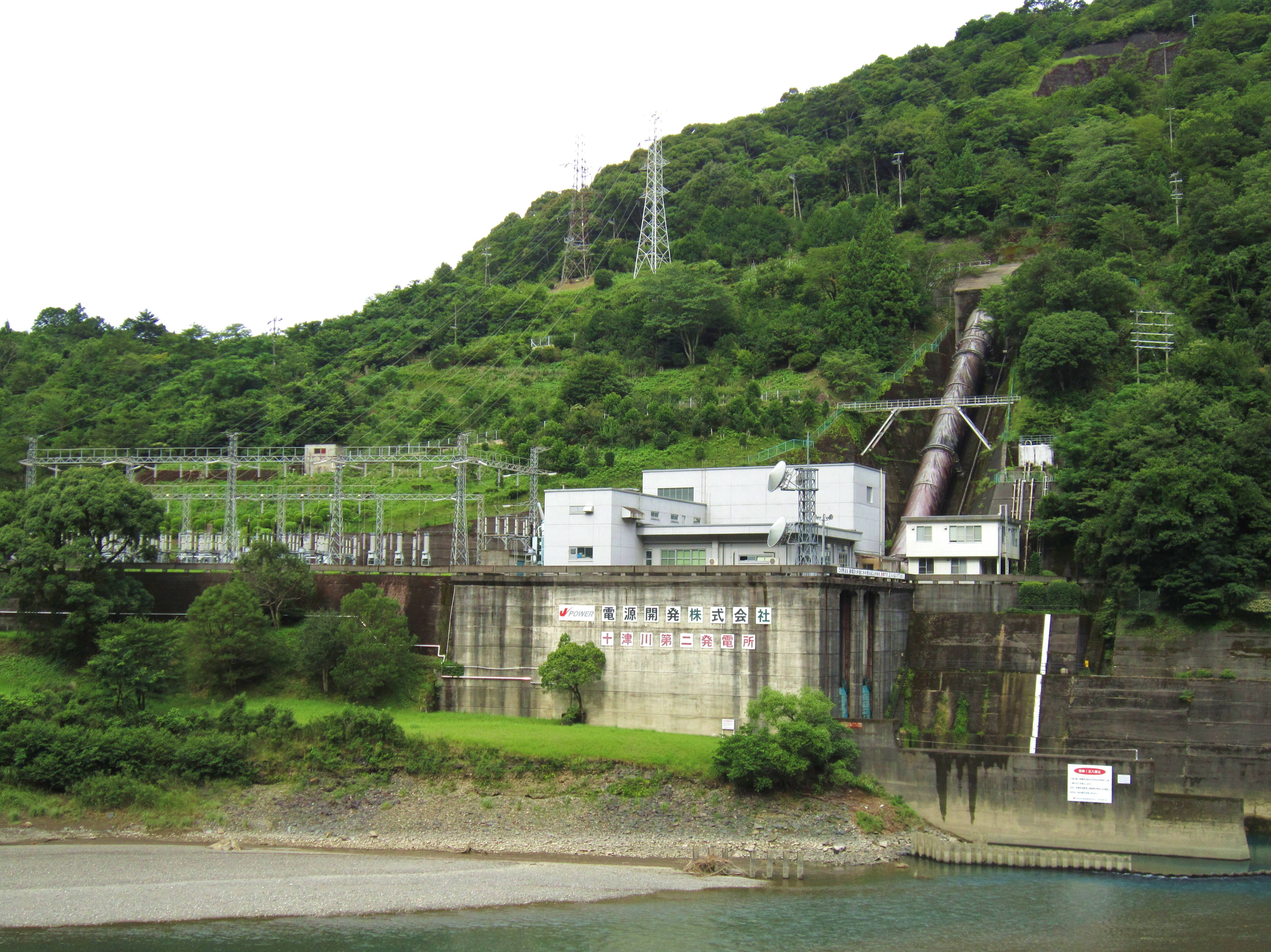
十津川第二発電所
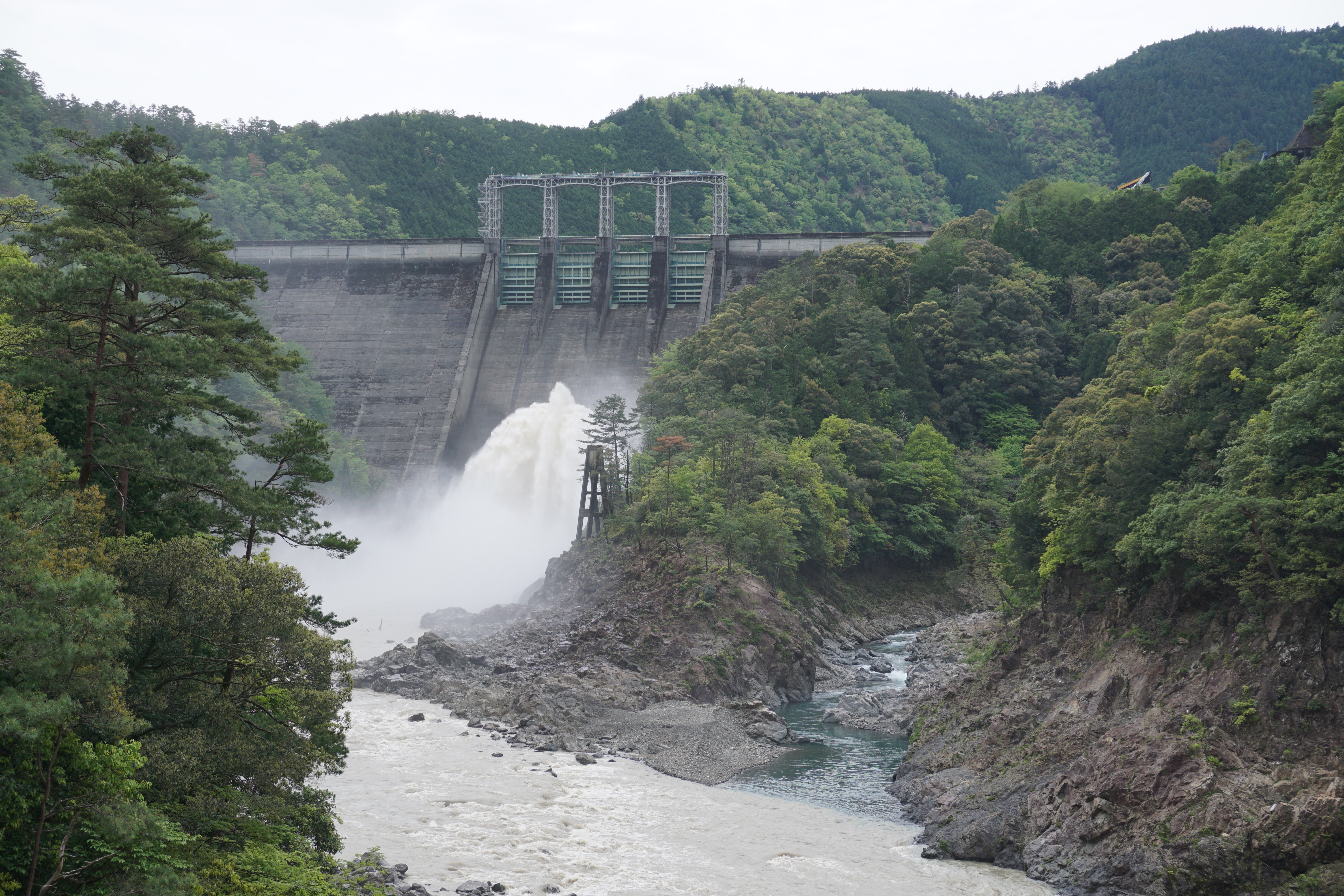
放水中の風屋ダム